# Зейско-Учурский район
Зейско-Учурский район — упразднённая административно-территориальная единица в составе Дальневосточного края, Зейской, Читинской и Амурской областей, существовавшая в 1930—1953 годах. Административный центр — село Бомнак.

## Население
По данным переписи 1939 года в Зейско-Учурском районе проживало 3434 чел., в том числе русские — 60,3 %, эвенки — 13,1 %, белорусы — 12,9 %, украинцы — 8,4 %, китайцы — 2,5 %, эстонцы — 1,1 %.

## История
Зейско-Учурский национальный район был образован постановлением ВЦИК от 10 декабря 1930 года в составе Дальневосточного края.
20 октября 1932 года район был отнесён к Амурской области Дальневосточного края, а 22 июля 1934 года — к Зейской области того же края. 26 сентября 1937 года в связи с упразднением Зейской области район был передан в Читинскую область, а 2 августа 1948 года — вновь в Амурскую область.
По данным 1940 года район включал 7 сельсоветов: Бомнакский, Купуринский, Огоронский, Сугджарский, Унахинский, Унья-Бомнакский и Чапский.
По данным 1945 года район включал 8 сельсоветов: Бомнакский, Купуринский, Огоронский, Потехинский, Сугджарский, Унахинский, Унья-Бомнакский и Чапский.
3 сентября 1953 года Зейско-Учурский район был упразднён, а его территория передана в Зейский район.